# VANILLA (アルバム)
『VANILLA』（バニラ）は、2004年4月7日にコロムビアミュージックエンタテインメント / PASSIONから発売された河村隆一の3作目のオリジナル・アルバム。

## 概要
コロムビア移籍第1弾アルバム。先行シングル「SPOON/Missing you」同様、バンドサウンドを前面に押し出している。
初回限定盤はボーナス・トラックとして「おやすみ」が収録されている。
後にLUNA SEAのINORANと結成したTourbillonのメンバー葉山拓亮が収録楽曲の多くにかかわっている。
アルバム名の由来は「まだ食い足りない...もうちょっと食いたい」という創作意欲の不満足感を表したものになっている。雑誌インタビューで「この意欲を他のところで表現するかもしれない」と語っているように、翌年からTourbillonとして活動を始めている。同じく当時の雑誌インタビューで「もう34歳なんだし、そろそろ社会的なことも歌えないと、『なに?河村隆一ってまだ愛だの恋だの歌ってんの?』と言われそう」と語っている。関連して2曲目「覚醒」をはじめとして社会的メッセージ性のあるものが多い。特に「覚醒」は当時の首相「小泉純一郎政権」へのアンチテーゼのようなもの（「CAST」のインタビューで「小泉さんへのカリスマ性をみんな期待してて、でもその化けの皮が剥がれてきてて、日本は敗戦国でアメリカ憲法があって、アメリカが国王でそのお膝下で食わせてもらっているってことをはっきりしてくれってこと」と語っている）をテーマに据えている。
4曲目の「バニラのコート」は2007年発売の『evergreen anniversary edition』においてセルフカバーされている。雑誌インタビューで「メインの楽曲」「最重要曲」と発言したり、相当深くまで話し込んでいる（2007年ツアーグッズ「RK CAST」参照）ように思い入れの強い楽曲である。
13曲目の「あの日の忘れ物」は、自身が一番気に入っているタイトルであるという。本人曰く「忘れ物はいつか取りに帰れる」「忘れてきたものと捨ててきたものは違う」「忘れてきてしまったものには愛情をすごく持っている」。

## 収録曲
特記以外　作詞・作曲:河村隆一
1. SPOON（album mix）
（編曲:河村隆一）
2. 覚醒
（編曲:葉山拓亮）
3. CHANGES
（編曲:葉山拓亮）
4. バニラのコート
（編曲:葉山拓亮）
5. はね
（編曲:葉山拓亮）
6. 傷
（編曲:葉山拓亮）
7. Melody
（作詞:永村かおる・河村隆一/編曲:河村隆一with His Band）
8. Missing you（album version）
（編曲:葉山拓亮）
9. Days
（編曲:河村隆一with His Band）
10. 〔>_<〕
（編曲:長岡成貢）
11. チョコレートハート
（編曲:葉山拓亮）
12. スクランブルマーチ
（編曲:葉山拓亮）
13. あの日の忘れ物
（作曲:山沢大洋・河村隆一/編曲:長岡成貢）
14. おやすみ
（ボーナス・トラック初回盤のみ収録）